# FOLR2
FOLR2‏ (Folate receptor beta) هوَ بروتين يُشَفر بواسطة جين FOLR2 في الإنسان.